# Assassin's Creed Syndicate
Assassin's Creed Syndicate é um jogo eletrônico de ação-aventura desenvolvido pela Ubisoft Quebec e publicado pela Ubisoft. Syndicate é o nono jogo principal da franquia Assassin's Creed, sucessor de Assassin's Creed: Unity (2014), publicado em 23 de Outubro de 2015 para PlayStation 4 e Xbox One e em 19 de Novembro de 2015 para Microsoft Windows, o jogo foi portado para o Google Stadia em 15 de Dezembro de 2020.
O enredo decorre em Londres, em 1868, durante a Revolução Industrial, e conta a história dos gêmeos Jacob Frye e Evie Frye que percorrem o mundo do crime organizado na Era Vitoriana, lutando para restabelecer a ordem controlada pelos Templários.
Tal como nos jogos anteriores da série, Syndicate permanece com a perspectiva em terceira pessoa e a exploração em mundo aberto, mas introduz novos sistemas de navegação, incluindo a possibilidade do jogador poder trocar livremente de protagonista, bem como melhorias nas mecânicas de combate e de stealth. Ao contrário do seu antecessor, Syndicate não tem qualquer tipo de modos multijogador nem nenhum aplicativo móvel associado.
Syndicate recebeu análises, em geral, positivas da imprensa especializada, elogiado quase por unanimidade como uma melhoria de Unity. As criticas recaíram, sobretudo, pelo jogo não ter melhorado a fórmula, sendo muito parecido com os títulos anteriores. A sua sequência, Assassin's Creed Origins, foi lançada em outubro de 2017 

## Jogabilidade

Em Syndicate, os jogadores podem usar carruagens para percorrer a cidade de Londres.

Tal como nos jogos anteriores da série, Assassin's Creed Syndicate permanece com a perspectiva na terceira pessoa e a exploração em mundo aberto. Syndicate é a primeiro jogo da série Assassin's Creed em que o jogador pode trocar livremente entre dois protagonistas, algo similar a Grand Theft Auto V, e o primeiro com uma protagonista feminina (Assassin's Creed III: Liberation também tinha uma protagonista, mas não faz parte da série principal.). O protagonista masculino, Jacob Frye, descrito como um "lutador carismático," é mais forte no combate e especializado no corpo-a-corpo, enquanto que a sua irmã gémea Evie, é melhor em acções furtivas, apoiando-se na sua inteligência e engenho. Cada um dos protagonistas tem as suas próprias missões especificas, cada qual com o seu desenvolvimento de experiência e habilidades. As armas principais dos Assassinos incluem a soqueira, um revólver compacto, uma bengala-espada e as kukri, facas curvas tradicionais do Nepal. O combate é mais rápido com a latência a ser cortada em metade em que vários inimigos podem atacar ao mesmo tempo.
O jogo é focado em guerras de gangs, em que cada vitória expande a influencia de Jacob e Evie na cidade. Existe também a possibilidade de se usar pontos dos cenários a favor do jogador, eliminando os adversários sem se expor ou chamar atenção.
Novos sistemas de navegação fazem a sua estreia neste jogo, tal como o lança-cordas, que permite ao jogador subir estruturas em rappel ou para criar uma tirolesa entre edifícios/estruturas, as carruagens, que podem ser conduzidas ou simplesmente ser ocupadas pelo jogador, os comboios e os barcos. As carruagens também podem ser usadas para ocultar inimigos raptados, para se esconder, ou para se colocar no seu topo durante as lutas e nas perseguições em parkour.
Londres é cerca de 30% maior que Paris em Unity e consiste em seis bairros: Westminster, o Strand, a Cidade de Londres, Whitechapel, Southwark e Lambeth. O rio Tâmisa também tem um papel proeminente no jogo, actuando como a maior entrada e saída do coração do Império. Por forma a dar vida ao mapa da cidade, Syndicate não tem qualquer tipo de modos multijogador; de acordo com Marc-Alexis Côté, o director criativo, "a razão porque o fazemos é porque queremos realmente nos focar nas raízes da série." Ao contrário de Unity, Syndicate não tem uma aplicação móvel associada.
Existem também missões secundárias em Assassin's Creed Syndicate, desenhadas de modo a reflectir a luta pelo poder em Londres e coesivas com a história principal do jogo. Adicionalmente, Assassin's Creed Syndicate tem micro-transacções opcionais.

## Sinopse

### Personagens e cenário
Em 1868, durante o período final da Revolução Industrial, com a Irmandade dos Assassinos erradicada, os gémeos Jacob (Paul Amos) e Evie Frye (Victoria Atkin) deixam Crawley e dirigem-se para Londres. Ao chegarem encontram uma cidade controlada pelos Templários, em que tanto a Igreja como a Monarquia estão a perder o poder. Criados como Assassinos para seguirem os ensinamentos da Irmandade, Jacob e Evie querem restabelecer a ordem retirando o controlo feito por Crawford Starrick, um terrível Templário industrialista, e infiltrando-se no mundo do crime organizado de Londres. Em adição, são apresentadas durante a história as "anomalias temporais". Ao acedê-las o jogador é levado para outras épocas da história de Londres.
Jacob e Evie irão cruzar-se com várias figuras notáveis como o médico John Elliotson, os cientistas David Brewster e Richard Owen, os políticos Benjamin Disraeli e Edward Hodson Bayley, o tenente-general James Thomas Brudenell, o inspector Frederick Abberline, o escritor Charles Dickens, o naturalista Charles Darwin, o inventor Alexander Graham Bell, o teórico de economia e política Karl Marx, a pioneira da enfermagem moderna Florence Nightingale e a Rainha Victoria.

## Desenvolvimento
Assassin's Creed Syndicate é o segundo jogo principal da série (depois de Assassin's Creed Rogue) que não é produzido pelo estúdio Ubisoft Montreal. Em Julho de 2014, a Ubisoft anunciou que o Ubisoft Quebec seria o estúdio responsável por parte de "um grande investimento" da companhia, que iria participar na criação de seis jogos assim como os conteúdos adicionais de Assassin's Creed III e Assassin's Creed IV: Black Flag, Tyranny of King Washington e Freedom Cry, respectivamente. Na produção de Assassin's Creed Syndicate que começou em 2012, o Ubisoft Quebec tem o apoio de oito outros estúdios da empresa: Ubisoft Montreal, Ubisoft Singapore, Ubisoft Annecy, Ubisoft Montpellier, Ubisoft Kiev, Ubisoft Chengdu, Ubisoft Shanghai e Ubisoft Reflections.
Marc-Alexis Côté é o director criativo do jogo depois de ter tido vários cargos em Brotherhood, Revelations, Assassin's Creed III e Freedom Cry enquanto François Pelland regressa como produtor principal depois de Assassin's Creed III, e de ter sido director executivo nos três jogos principais desde então. Lydia Andrew é a directora de áudio, depois de ter trabalhado em Assassin's Creed III, Black Flag and Unity. O historiador Jean-Vincent Roy serviu como consultor para o jogo, tendo já feito o mesmo cargo em Assassin's Creed III e outras posições na Ubisoft.
Informação do jogo, na altura com o nome Assassin's Creed Victory, foi revelada pela primeira a 2 de Dezembro de 2014 pelo Kotaku, que publicou detalhes e imagens de um vídeo de sete minutos que o site tinha adquirido. A Ubisoft confirmou as noticias no mesmo dia expressando desapontamento em nome dos fãs e da equipa de produção mas dizendo que estavam "excitados para mostrar oficialmente numa data posterior, o trabalho que o estúdio tem estado a fazer".
Tal aconteceu a 12 de Maio de 2015. No entanto, mais uma vez, a informação chegou primeiro ao Kotaku, que no dia 7 de Maio revelou o titulo final do jogo, no dia 11 publicou os nomes dos protagonistas, Jacob e Evie.
Anunciado como chegando ao Stadia ainda em 2020, no dia 15 de Dezembro foi oficialmente lançado Assassin's Creed Syndicate, junto com o Assassin's Creed Unity e Assassin's Creed Origins e um dia antes da disponibilidade do Ubisoft+ em beta no Estados Unidos para o Stadia. 

### Música
Austin Wintory, nomeado para um Grammy pelo seu trabalho em Journey (2012), é o compositor de Assassin's Creed Syndicate. Um já veterano na música dos videojogos, Wintory disse que sente uma paixão pessoal pela música do séc. XIX, o cenário de Syndicate. "Tenho uma já longa paixão por música de câmara do séc. XIX; a intensidade que consegues ter deste género de música é bem distinta daquela força massiva que vem de uma orquestra" refere. Wintory diz ainda que "a inspiração veio de duas fontes principais: as personalidades dos dois protagonistas Jacob e Evie, e o fascinante e contraditório mundo da Londres Vitoriana." A banda sonora orquestral tem uma duração superior a três horas e inclui participações dos músicos Sandy Cameron e Tina Guo.

## Lançamento
Assassin's Creed Syndicate foi lançado mundialmente pela Ubisoft a 23 de Outubro de 2015 para PlayStation 4 e Xbox One e 19 de Novembro de 2015 para Microsoft Windows. O jogo teve duas atualizações aquando do lançamento que recaem sobretudo sobre aspectos técnicos incluindo a estabilidade de desempenho, erros no combate, audio, etc.

### Promoção
Em Junho de 2015, a Ubisoft realizou o evento Assassin’s Creed Syndicate The Tour em seis cidades em todo o mundo. O evento dava a possibilidade de jogar Syndicate durante uma hora, entre a realização de outras actividades interactivas relacionadas com o jogo.
Assassin's Creed Syndicate foi promovido durante o evento San Diego Comic-Con 2015, onde a Ubisoft desenhou um percurso de obstáculos, em que profissionais de parkour e duplos ajudavam os fãs a recriar os movimentos existentes no jogo. Também no mesmo evento, foi mostrada uma curta-metragem de animação realizada por F. Gary Gray (Friday, Straight Outta Compton) com ilustrações do artista Pop Mhan. O filme com o titulo "The Syndicate" foca-se na Revolução Industrial e na cidade de Londres, o cenário do jogo, e conta a história dos protagonistas Jacob e Evie Frye.
Para promover Syndicate, a Ubisoft decidiu recriar a característica "Visão de Águia" na vida real. Como tal, decidiu levar para Londres uma águia, e com uma câmara de resolução 4K, soltou-a nos céus da cidade.
A Ubisoft criou uma parceria com a Samsung em que o consumidor na compra de monitores ou de SSD's seleccionados da marca, recebe um código promocional para descarregar Assassin's Creed Syndicate para o PC.

### Conteúdo adicional
Em Setembro De 2015 Ubisoft revelou os detalhes do Season Pass (Passe de Temporada) de Assassin's Creed Syndicate. O passe inclui o pacote “The Last Maharaja” em que o jogador tem de ajudar Duleep Singh a reclamar o seu direito como Marajá em dez missões novas, em que Singh irá defrontar os Templários e por à prova a sua amizade com a Rainha; a missão “A Long Night” em que Jacob “tem que localizar um amigo em perigo e trazê-lo de volta para o esconderijo”; o pacote “Streets of London” com uma hora extra de missões, equipamento, fatos e armas novas; dois pacotes adicionais temáticos de armas e equipamentos, o “Steampunk Pack” e o  “Victorian Legends Pack”; e XP adicional. Os jogadores têm ainda acesso a Assassin's Creed Syndicate: Jack The Ripper, uma campanha exclusiva para os possuidores do Season Pass. Jack The Ripper decorre em 1888, vinte anos depois dos eventos de Syndicate, durante o Outono do Terror de Whitechapel, em que os jogadores “juntam forças com o Inspector Frederick Abberline da Scotland Yard para capturar Jack, o Estripador, num jogo mortífero do gato e do rato com o infame assassino em série.”
Tal como em jogos anteriores da série, a Ubisoft criou uma parceria com a Sony para incluir conteúdo exclusivo para a versão PlayStation 4. Com o nome “The Dreadful Crimes”, o pacote tem 10 missões secundárias, onde os jogadores podem escolher entre Jacob e Evie para investigar assassinatos, raptos, entre outros crimes, baseados "no mais conhecido escritor de policiais da história".

### Edições especiais

Conteúdo da "Big Ben Edition".

A 13 de Maio de 2015, a Ubisoft revelou as edições especiais disponíveis para Assassin's Creed Syndicate: 'Gold Edition', 'The Rooks Edition', 'Charing Cross Edition' e 'Big Ben Edition'. A 'Gold Edition' tem para além do jogo uma missão com Charles Darwin e Charles Dickens, a “Darwin and Dickens Conspiracy”, em que o jogador tem de "defender as descobertas de Darwin daqueles que o querem morto e ajudar um amigo de Dickens a manter um segredo que o pode matar", assim como o fato Baker Street e a ‘Season Pass’. A 'The Rooks Edition' inclui um livro de arte, o mapa de Londres, uma caixa de coleccionador, a banda sonora oficial e adiciona ainda a missão “Runaway Train”. A 'Charing Cross Edition' e a 'Big Ben Edition' têm todo o conteúdo da anterior mais incluem ainda uma estatueta de Jacob, o protagonista de Syndicate. Esta última, para compra exclusiva na loja Uplay da Ubisoft, tem ainda uma caixa ‘FuturePak’, litografias numeradas e um cantil. Todas as pré-reservas para qualquer edição, incluído a padrão, recebem a missão “Darwin and Dickens Conspiracy”. Na América do Norte existe apenas uma edição especial, a ‘Collector’s Edition’.
Réplicas das armas usadas por Jacob no jogo, a "Cane Sword" (espada-bengala) e a "Gauntlet with Hidden Blade", também estão disponíveis para aquisição.
| Conteúdos                  | Padrão (consolas & PC)                                                                     | "Gold Edition" (consolas & PC)        | "The Rooks Edition" (consolas & PC)                     | "The Charing Cross Edition" (consolas & PC)             | "The Collector’s Edition" (consolas & PC) | "Big Ben Edition" (consolas & PC)                       |
| -------------------------- | ------------------------------------------------------------------------------------------ | ------------------------------------- | ------------------------------------------------------- | ------------------------------------------------------- | ----------------------------------------- | ------------------------------------------------------- |
| Disco do jogo              | Sim                                                                                        | Sim                                   | Sim                                                     | Sim                                                     | Sim                                       | Sim                                                     |
| ‘Season Pass’              | Não (pode ser adquirida separadamente)                                                     | Sim                                   | Não (pode ser adquirida separadamente)                  | Não (pode ser adquirida separadamente)                  | Sim                                       | Sim                                                     |
| Fato Baker Street          | Não                                                                                        | Sim                                   | Não                                                     | Não                                                     | Não                                       | Não                                                     |
| Caixa de Coleccionador     | Não                                                                                        | Não                                   | Sim                                                     | Sim                                                     | Sim                                       | Sim                                                     |
| Livro de arte              | Não                                                                                        | Não                                   | Sim                                                     | Sim                                                     | Sim                                       | Sim                                                     |
| Banda sonora               | Não                                                                                        | Não                                   | Sim                                                     | Sim                                                     | Sim                                       | Sim                                                     |
| Mapa de Londres            | Não                                                                                        | Não                                   | Sim                                                     | Sim                                                     | Sim                                       | Sim                                                     |
| Missões adicionais         | Sim (recebe “Darwin and Dickens Conspiracy” com pré-reserva) (missões exclusivas para PS4) | Sim (“Darwin and Dickens Conspiracy”) | Sim (“Darwin and Dickens Conspiracy” e “Runaway Train”) | Sim (“Darwin and Dickens Conspiracy” e “Runaway Train”) | Sim (“Darwin and Dickens Conspiracy”)     | Sim (“Darwin and Dickens Conspiracy” e “Runaway Train”) |
| Litografias                | Não                                                                                        | Não                                   | Não                                                     | Não                                                     | Não                                       | Sim                                                     |
| Caixa ‘FuturePak’          | Não                                                                                        | Não                                   | Não                                                     | Não                                                     | Não                                       | Sim                                                     |
| Cantil                     | Não                                                                                        | Não                                   | Não                                                     | Não                                                     | Não                                       | Sim                                                     |
| Estatueta de Jacob (26 cm) | Não                                                                                        | Não                                   | Não                                                     | Sim                                                     | Sim                                       | Não                                                     |
| Estatueta de Jacob (30 cm) | Não                                                                                        | Não                                   | Não                                                     | Não                                                     | Não                                       | Sim                                                     |

## Recepção

### Vendas
De acordo com o Chart-Track, Assassin's Creed Syndicate estreou-se em #1 nas vendas do Reino Unido, mas ainda assim foi o jogo que menos vendeu na sua estreia entre os títulos principais da série Assassin's Creed.